# Stefania Rocca
Stefania Rocca (Turín, 24 de abril de 1971) es una actriz italiana, reconocida por su participación en las películas Nirvana (1997), The Talented Mr. Ripley (1999) y Drácula (2002). Protagonizó la cinta de terror de Dario Argento El jugador. Entre sus más recientes apariciones destaca la comedia de Alessandro D'Alatri Commediasexi, donde interpreta el papel principal de Pia Roncaldi.

## Filmografía

### Cine
| Año  | Título                               | Papel             | Notas                 |
| ---- | ------------------------------------ | ----------------- | --------------------- |
| 1995 | Policemen                            | Valeria           | Debut cinematográfico |
| 1995 | Palermo - Milan One Way              | Maria Pia         |                       |
| 1997 | Nirvana                              | Naima             |                       |
| 1997 | Inside/Out                           | Grace Patterson   |                       |
| 1997 | L'amico di Wang                      | Simonetta         |                       |
| 1998 | Voglio una donnaaa!                  | Marta             |                       |
| 1998 | Viol@                                | Marta / Viola     |                       |
| 1998 | Giochi d'equilibrio                  | Francesca (1977)  |                       |
| 1999 | In the Beginning There Was Underwear | Teresa            |                       |
| 1999 | El talentoso Sr. Ripley              | Silvana           |                       |
| 2000 | Love's Labour's Lost                 | Jacquanetta       |                       |
| 2000 | Rosa and Cornelia                    | Rosa              |                       |
| 2001 | Hotel                                | Sophie            |                       |
| 2002 | Heaven                               | Regina            |                       |
| 2002 | Casomai                              | Stefania          |                       |
| 2003 | Life as It Comes                     | Giorgia           |                       |
| 2003 | Five Moons Square                    | Fernanda          |                       |
| 2003 | Kiss Me First                        | Adele             |                       |
| 2004 | El jugador                           | Anna Mari         |                       |
| 2004 | Love Is Eternal While It Lasts       | Carlotta          |                       |
| 2005 | Mary                                 | Brenda Sax        |                       |
| 2005 | The Beast in the Heart               | Emilia            |                       |
| 2005 | Aspects of Love                      | Giulietta Trapani |                       |
| 2006 | The Bodyguard's Cure                 | Vera Mezza        |                       |
| 2006 | Commediasexi                         | Pia Roncaldi      |                       |
| 2007 | The Candidate                        | Laura Dedieu      |                       |
| 2007 | Voce del verbo amore                 | Francesca         |                       |
| 2007 | Go Go Tales                          | Debby             |                       |
| 2010 | A Woman                              | Natalie           |                       |
| 2011 | The Invader                          | Agnès de Yael     |                       |
| 2011 | L'amore fa male                      | Germana           |                       |
| 2013 | The Third Hald                       | Teresa            |                       |
| 2014 | Un matrimonio da favola              | Luciana           |                       |
| 2014 | Do You See Me?                       | Maria             |                       |
| 2015 | One More Day                         | Giulia            |                       |
| 2016 | Abbraccialo per me                   | Caterina          |                       |
| 2016 | Calcolo infinitesimale               | Valeria / Betta   |                       |
| 2016 | Non si ruba a casa dei ladri         | Daniela Russo     |                       |
| 2017 | Mom or Dad?                          | Sonia             |                       |
| 2018 | Sono tornato                         | Katia Bellini     |                       |